# Kallelse (religion)
För andra betydelser, se Kallelse.
Kallelse har som religiös och även religionsvetenskaplig term flera användningsområden, med grundbetydelsen Guds uppfordran till en människa.
En kallelse med Guds uppmaning till bestämda insatser kan träffa människan plötsligt (se Paulus)  Den direkta uppmaningen från den gudomliga sfären att inleda en religiös verksamhet möter i många kulturer, i Gamla Testamentet mest typiskt i profetkallelserna (Jesaja, Jeremia m.fl.). Berättelsen om Jesu dop kan ses som hans kallelse att börja sitt verk.